# Феодор Лукач
Федор Лукач (Фоча 2. септембар 1892 — Сарајево, 14. октобар 1973), доктор, универзитетски професор, спортиста, спортски радник, медицински и спортски писац.
Спортом се банио од најраније младости. У сарајевској гимназији био је први у вежбању на справама, а други у мачевању. Кад је 1909. у Загребу упознао фудбал, пренео је ту игру у Савајево и са Емилом Најшулом основао средњошколски клуб. У Будимпешти је 1911. играо у првој екипи студената. 
Прешавши на студирање у Беч, поново игра фудбал, али и амерички, а тренира лаку атлетику. На академском лакоатлетском првенству Аустрије 1913. студенти из Босне освојили су у 8 првих места у 10 дисциплина, а Федор Лукач је студентски првак Аустрије у скоку удаљ. 
Године 1913. на провом лакоатлетском такмичењу у Босни, био је организатор и победник у скоку увис. У Берну где је завршио студирање медицине, учланио се у Gymnastiche Gesellshaft Bern, где је много допринео техници, тактици и тренингу лакоатлетичара. На бројним лакоатлетским такмичењима у Швајцарској, више пута је првак у троскоку, скок удаљ, скоку увис и четворобоју.
Године 1919. залагао се активно учешће жена у лакојатлетици. Исте године био је и победник у скоу удаљ на међуклупском лакоатлетском такмичењу у Загребу. Председавао је оснивачкој скупштини Југословенског лакоатлетског савеза у Загребу 1919. 
Од 1923. до 1941. руководи хируршким одељењем Државне болнице у Мостару. Ту је основао Тениски клуб, Мотоциклички клуб, а 1936. када је кајакаштво постао олимпијски спорт, донео је у Мостар први склопиви кајак.
Године 1941. кад су га ухватиле усташе, спасио се од стрељања стрмоглавим скоком са високе литицу у Неретву. После ослобођења од 1945. до 1957. је главни хирург Војне области у Сарајеву и један од оснивача Медицинског факултета у Сарајеву, на којем је од 1947. био доцент, а од 1959. редовни професор.